# Stakendorf

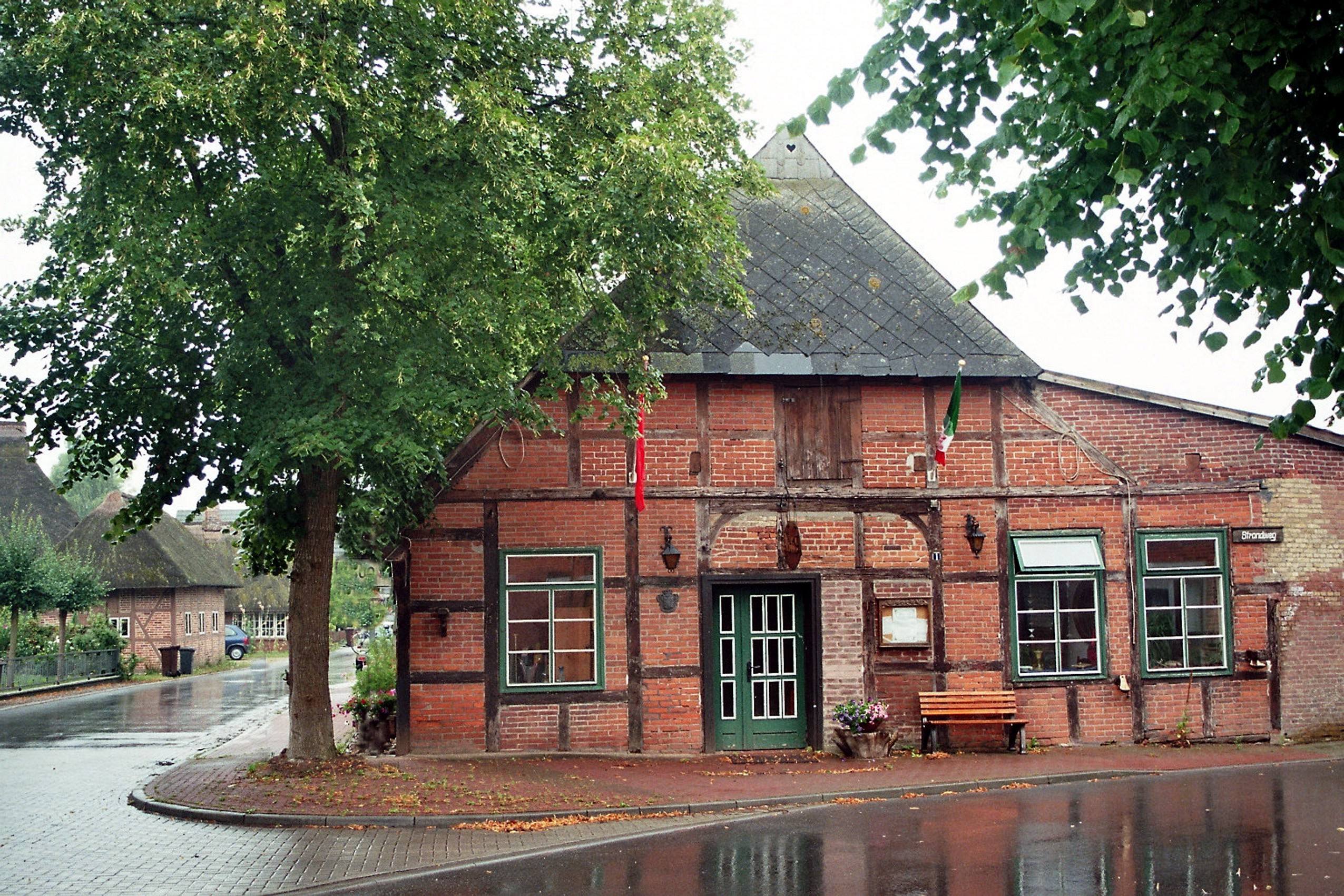
Casa de cerveja em Stakendorf.

Stakendorf é um município da Alemanha, localizado no distrito de Plön, estado de Schleswig-Holstein.